# Blue Mountains (Jamaïque)
Pour les articles homonymes, voir Blue Mountains.
Les Blue Mountains est le nom donné à un massif montagneux qui occupe le tiers oriental de l'île de la Jamaïque.

## Localisation et description
Le sommet le plus haut est le pic Blue Mountain, qui s'élève à 2 256 mètres d'altitude, ce qui en fait la montagne la plus haute de la Jamaïque.

## Histoire
En mai 1655, une expédition britannique menée par l'amiral William Penn et le général Robert Venables s'empare de l'île, encore peu peuplée, après avoir échoué à prendre Saint-Domingue. Les Espagnols s'enfuient après avoir libéré leurs esclaves. Dispersés dans la jungle, ils créent des dizaines de villages secrets sur le versant nord des Blue Mountains au sol calcaire recristallisé et dolomitique, et dans le « pays Cockpit », percé de dépressions en forme de bol et arrosé d'énormes précipitations. Pendant un siècle et demi, ces deux zones serviront, grâce à leurs nombreuses caches, de base arrière aux nombreuses révoltes d'esclaves marrons.

## Occupations du sol et activités
Le café Jamaica Blue Mountain, qui est cultivé sur les pentes montagneuses du même nom, est l'un des plus chers et l'un des meilleurs au monde.